# Doina Rotaru
Doina (Nemţeanu)-Rotaru (født 14. september 1951 i Bukarest, Rumænien) er en rumænsk komponist, lærer og professor.
Rotaru studerede komposition på Musikkonservatoriet i Bukarest hos bl.a. Tiberiu Olah og Ștefan Niculescu. Hun har skrevet 3 symfonier, orkesterværker, kammermusik, korværker, instrumentalværker, koncerter for mange instrumenter etc.
Rotaru har ligeledes undervist som lærer og professor i komposition på Enescu Academy og senere på Musikkonservatoriet i Bukarest.

## Udvalgte værker
Kilde: composers21.com
- Symfoni nr. 1 (1985) - for orkester
- Symfoni nr. 2 (1988) - for orkester
- Symfoni nr. 3 "Elementernes ånd" (2001) - for orkester
- Klarinetkoncert (1984) - for klarinet og orkester
- Kammerkoncert "Ure 2" (1994) – for kammerorkester
- Kammerkoncert "Kimærer" (1994) - for kammerorkester
- Fløjtekoncert (1986) - for fløjte, 13 strygere og 13 percussionister